# Патрик Ларкин
Патрик Ларкин (на английски: Patrick Larkin) е американски писател на бестселъри в жанра исторически, военен и шпионски техно-трилър.

## Биография и творчество
Патрик Джозеф Ларкин е роден на 4 септември 1960 г. във Ванкувър, Вашингтон, САЩ. Интересува се от литературата и пише още от училищна възраст.
Учи английски език в Университета на Чикаго. След дипломирането си работи няколко години като изследовател към Камарата на представителите във Вашингтон, пише политически и корпоративни речи. Написва историите за компютърните игри „Star Trek“ и „Battletech“, както и на много други ролеви игри.
През 1984 г. публикува първия си роман „Orion Ruse“ в жанра фентъзи, който няма успех.
През 1985 г. се запознава с писателя Лари Бонд. Започва да си партнира с него през 1987 г. Първият им трилър „Red Phoenix“ е публикуван през 1989 г. и веднага става бестселър в списъка на „Ню Йорк Таймс“. Това го амбицира, той напуска работата си и се посвещава на писателската си кариера.
В следващите 9 години с Лари Бонд написват още 4 трилъра, които също са бестсеръри. Всички те са публикувани само под името на Лари Бонд.
През 2003 г. е издаден под негово име историческият трилър „The Tribune“, в който участват герои от Древен Рим.
Патрик Ларкин живее със семейството си в Сан Франциско, Калифорния, и в Сийдър Парк, Тексас.

## Произведения

### Самостоятелни романи
- Orion Ruse (1984)
- The Doctor Who Role Playing Game (1985) – с Майкъл Бледсоу и Гай Маклеймор

### Серия „Трибунът“ (The Tribune)
1. The Tribune: A Novel of Ancient Rome (2003)
2. The Standard-Bearer (2015)

### Участие в общи серии с други писатели

#### Серия „Под прикритие 1“ (Covert-One)
под запазената марка на Робърт Лъдлъм
5. Отмъщението на Лазар, The Lazarus Vendetta (2004) – по идея на Робърт Лъдлъм
6. Московски вирус, The Moscow Vector (2005) – с Кийт Фаръл, по идея на Робърт Лъдлъм
от серията има още 7 романа от различни автори

### Съавтор сЛари Бонд

#### Самостоятелни романи
- Red Phoenix (1989)
- Vortex (1991)
- Cauldron (1993)

#### Серия „Торн и Грей“ (Thorn & Gray)
1. Война без правила, The Enemy Within (1996)
2. Денят X, Day of Wrath (1998)